# لوتارو موراليس
لوتارو موراليس (بالإسبانية: Lautaro Morales)‏ هو لاعب كرة قدم أرجنتيني، ولد في 16 ديسمبر 1999 في مدينة كويلمس في الأرجنتين.

## وصلات خارجية
- لوتارو موراليس على موقع قاعدة بيانات كرة القدم.إي يو (الإنجليزية)
- لوتارو موراليس على موقع Soccerway.com (الإنجليزية)
- لوتارو موراليس على موقع أوليمبيديا (الإنجليزية)